# Монтегю, Александр, 10-й герцог Манчестер
Коммандер  Александр Джордж Фрэнсис Дрого Монтегю, 10-й герцог Манчестер (англ. Alexander Montagu, 10th Duke of Manchester; 2 октября 1902 — 23 ноября 1977) — британский аристократ, офицер Королевского флота и британский наследственный пэр. С момента рождения и до февраля 1947 года он был известен под титулом виконта Мандевиля.

## Ранняя жизнь
Лорд Мандевиль родился 2 октября 1902 года в замке Тандраги в графстве Арма, провинция Ольстер, Северная Ирландия. Старший сын Уильяма Монтегю, 9-го герцога Манчестера (1877—1947), от брака с Еленой Циммерман (1878—1971), единственным ребенком Юджина Циммермана (1845—1914) из Цинциннати, штат Огайо, президента железной дороги и крупного акционера «Стандард Ойл». Свадьба в ноябре 1900 года держалась в секрете от обеих семей, и поначалу мать герцога не поверила сообщениям о ней.
В 1931 году его родители развелись, когда стало известно, что отец собирается жениться на актрисе. В 1937 году Хелена Манчестер вторично вышла замуж за Артура Джорджа Кейта-Фальконера, 10-го графа Кинтора (1879—1966).
Виконт Мандевилт получил образование в Королевском военно-морском колледже в Осборне и Королевском военно-морском колледже в Дартмуте.

## Карьера

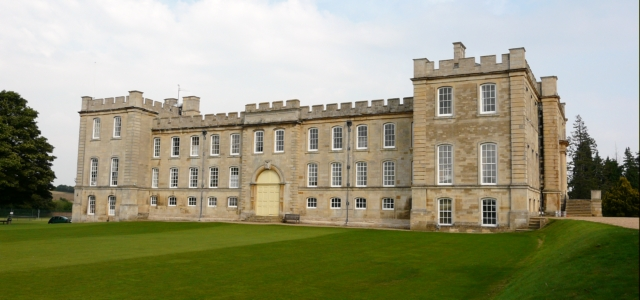
Замок Кимболтон, фамильное поместье герцогов Манчестер, которым 10-й герцог владел последним

Из Дартмута лорд Мандевиль был зачислен в Королевский военно-морской флот в 1919 году. Он имел звание коммандера, когда вышел в отставку с военной службы в 1930 году.
Во время Второй мировой войны виконт Мандевиль был отправлен на Цейлон, а в 1940 году был назначен офицером Ордена Британской империи. После окончания войны он отказался от жизни в Англии, переехав в колонию и протекторат Кения в 1946 году. Там он возделывал поместье в 10 000 акров. Он унаследовал герцогство Манчестер после смерти своего отца в феврале 1947 года.
В 1950-х годах герцог Манчестер продал и главную фамильную резиденцию, замок Кимболтон, вместе с большей частью его содержимого, и замок Тандраги в Ирландии. К 1960-м годам он также продал большую часть других земельных владений на Британских островах, которые перешли к нему.

## Личная жизнь
5 мая 1927 года виконт Мандевиль впервые женился в замке Кимболтон, Хантингдоншир, на Нелл Вир Стед (умерла 2 сентября 1966), дочери Сиднея Вир Стеда из Мельбурна, Австралия, от которой у него было два сына:
- Сидни Артур Робин Джордж Дрого Монтегю, 11-й герцог Манчестер (5 февраля 1929 — 3 июня 1985)
- Ангус Чарльз Дрого Монтегю, 12-й герцог Манчестер (9 октября 1938 — 25 июля 2002).

7 февраля 1969 года герцог Манчестер женился во второй раз на Элизабет (урожденная Фуллертон) Коулман Крокер (1913—2007), дочери Сэмюэля Клайда Фуллертона из Майами, штат Оклахома. Ранее она была замужем за Уильямом Уиллардом Крокером, сыном Уильяма Генри Крокера и внуком Чарльза Крокера.
На момент своей смерти в 1977 году он все еще числился в журнале «Кто есть кто» как живущий в Капсирове, Хоуз-Бридж, Кения, но умер в Лондоне, промотав большую часть своего наследственного богатства.
Его старший сын, Сидни Артур Робин Джордж Дрого Монтегю, унаследовал его фамильные титулы. Он умер, не оставив потомства, и его брат, лорд Ангус Чарльз Дрого Монтегю, стал 12-м герцогом Манчестером.

## Титулы
- 10-й герцог Манчестер (с 9 февраля 1947)
- 13-й граф Манчестер, графство Ланкастер (с 9 февраля 1947)
- 13-й виконт Мандевиль (с 9 февраля 1947)
- 13-й барон Кимболтон из Кимболтона, графство Ланкастер (с 9 февраля 1947).